# Аика ди Сопра (Болцано)
Аика ди Сопра (итал. Aica di Sopra) је насеље у Италији у округу Болцано, региону Трентино-Јужни Тирол.
Према процени из 2011. у насељу је живело 135 становника. Насеље се налази на надморској висини од 842 м.